# Peter Treichel
Peter Treichel (* 18. Februar 1956 in Braunschweig) ist ein deutscher Politiker (SPD). Von 2006 bis 2011 war er Mitglied des Abgeordnetenhauses von Berlin.

## Leben
Peter Treichel wuchs in der Weststadt Braunschweigs auf. 
1972 trat Treichel in die SPD ein und arbeitete dort bei den Jusos mit. 1974 wurde er Mitglied der Sozialistischen Jugend Deutschlands – Die Falken (SJD – Die Falken), wo er kurz darauf ehrenamtliches Vorstandsmitglied im Ortsverband Braunschweig-West wurde, dann im Bezirk Braunschweig des Jugendverbandes und später im Bundesvorstand.
Nach seinem Abitur 1976 leistete er bis 1977 den Zivildienst. Danach nahm Treichel ein Lehramtsstudium der Germanistik und der Geschichte an der TU Braunschweig auf, in dessen Rahmen er Auslandssemester in Budapest und Pécs absolvierte. Sein Studium schloss er 1986 mit dem Zweiten Staatsexamen ab.
Danach war Treichel von 1987 bis 1998 als hauptamtlicher Sekretär für Internationale Arbeit für den Bundesverband der SJD – Die Falken tätig, damit verbunden auch von 1987 bis 1991 Vorsitzender der Kontrollkommission der IUSY. Seine Arbeit war in dieser Zeit schwerpunktmäßig auf den Nahen Osten, auf Lateinamerika sowie auf Mittel- und Osteuropa gerichtet.
Seit 1998 arbeitete Treichel als Referent für den Parteivorstand der SPD im Bereich elektronische Kommunikation – zwischen 2002 und 2005 verantwortlich in der KAMPA, der Wahlkampfzentrale der SPD. Von März 2019 bis Dezember 2021 arbeitete Treichel als Referatsleiter im Bundesministerium für Umwelt, Naturschutz und nukleare Sicherheit (BMU). Derzeit ist er als Lehrer an der ISS Mahlsdorf tätig.
Ab 2000 war Treichel Vorsitzender der SPD-Abteilung Französisch Buchholz, 2009 ist er kooptierter Beisitzer im Abteilungsvorstand Prenzlauer Berg NordOst. Von 2001 bis 2006 war er stellvertretender Fraktionsvorsitzender der SPD in der Bezirksverordnetenversammlung Berlin-Pankow. 
Zwischen 2006 und 2011 war er Mitglied des Abgeordnetenhauses von Berlin und gehörte in dieser Funktion verschiedenen Ausschüssen und Unterausschüssen des Parlaments an.
So leitete er während seiner Abgeordnetentätigkeit den  Parlamentarischen Arbeitskreis Lateinamerika im Berliner Abgeordnetenhaus.
Seit 1984 ist Treichel Mitglied der Gewerkschaft ÖTV bzw. der heutigen ver.di, seit 2006 auch Mitglied des Wohlfahrtsverbandes AWO.